# Сказки на почтовых марках

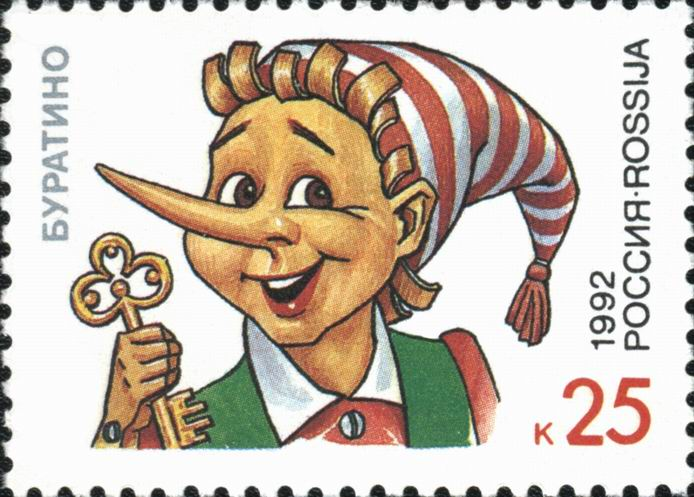
Марка России (1992): Буратино — герой сказки А. Н. Толстого «Золотой ключик, или Приключения Буратино»

«Ска́зки на почто́вых ма́рках» — название одной из областей тематического коллекционирования знаков почтовой оплаты и штемпелей, посвящённых сказкам, легендам, былинам и мифам или связанных с ними.

## История и описание
Появление сказочных сюжетов связано со значительным расширением тем, которым стали посвящаться почтовые марки во второй половине XX века. К 1975 году тема сказок присутствовала на 500 марках, выпущенных в разных странах мира. В последующие годы в мире происходило дальнейшее увеличение выпусков марок о сказках. Особенно много марок на сказочные сюжеты выходит в юбилейные годы великих сказочников — Андерсена, братьев Гримм и др. Так, в 1985 году, когда отмечалось 200-летие со дня рождения Якоба Гримма, свои выпуски посвятили сказкам почтовые ведомства ФРГ, ГДР, Швейцарии, Венгрии, Болгарии, Чехословакии, Дании, Финляндии, Люксембурга, Польши и Румынии.
На эту тему формируются мотивные и тематические коллекции. Она пользуется определённой популярностью у филателистов.

## Выпуски отдельных стран

### СССР
Первая серия из пяти марок, посвящённая сказкам, была издана почтой СССР в 1961 году. Она называлась «Русские народные сказки и сказочные мотивы в литературных произведениях». Позднее было подготовлено ещё две больших серии с иллюстрациями художника Ивана Билибина. На нескольких марках запечатлены мультфильмы, основанные на сказках. Сказки также представлены на некоторых марках, отобразивших художественные произведения палехских мастеров.
В таблице ниже приведены сведения по почтовым маркам СССР на темы сказок.
| Почтовые марки СССР на тему сказок.  | Почтовые марки СССР на тему сказок. | Почтовые марки СССР на тему сказок. | Почтовые марки СССР на тему сказок. | Почтовые марки СССР на тему сказок. | Почтовые марки СССР на тему сказок. | Почтовые марки СССР на тему сказок.                     |
| № по каталогу                        | Изображение                         | Тема выпуска | Номинал                             | Дата выпуска                        | Тираж                               | Художник                                                |
| ------------------------------------ | ----------------------------------- | --- | ----------------------------------- | ----------------------------------- | ----------------------------------- | ------------------------------------------------------- |
| (ЦФА [АО «Марка»] № 2530) (Mi #2524) |                                     | Серия «Русские сказки и былины»: - «Гуси-лебеди». | 1 коп.                              | 30 августа 1961 года                | 3 200 000                           | Е. Комаров                                              |
| (ЦФА [АО «Марка»] № 2531) (Mi #2525) |                                     | Серия «Русские сказки и былины»: - «Лиса, Заяц и Петух».                                                                                              | 3 коп.                              | 30 августа 1961 года                | 3 000 000                           | Е. Комаров                                              |
| (ЦФА [АО «Марка»] № 2532) (Mi #2480) |                                     | Серия «Русские сказки и былины»: - П. П. Ершов. «Конёк-Горбунок».                                                                                     | 4 коп.                              | 15 мая 1961 года                    | 2 800 000                           | Е. Комаров                                              |
| (ЦФА [АО «Марка»] № 2533) (Mi #2481) |                                     | Серия «Русские сказки и былины»: - «Мужик и Медведь».                                                                                                 | 6 коп.                              | 15 мая 1961 года                    | 2 300 000                           | Р. Житков                                               |
| (ЦФА [АО «Марка»] № 2534) (Mi #2447) |                                     | Серия «Русские сказки и былины»: - А. С. Пушкин. «Руслан и Людмила».                                                                                  | 10 коп.                             | 7 января 1961 года                  | 2 500 000                           | Р. Житков                                               |
| (ЦФА [АО «Марка»] № 3815) (Mi #3689) |                                     | Сцепка «Русские народные сказки в произведениях И. Я. Билибина»: - Русская народная сказка «Василиса Прекрасная». Василиса встречает белого всадника. | 4 коп.                              | 20 ноября 1969 года                 | 1 000 000                           | И. Я. Билибин, оформление коллектива художников Гознака |
| (ЦФА [АО «Марка»] № 3816) (Mi #3690) |                                     | Сцепка «Русские народные сказки в произведениях И. Я. Билибина»: - «Марья Моревна». Иван-царевич встречает «рать-силу побитую».                       | 10 коп.                             | 20 ноября 1969 года                 | 1 000 000                           | И. Я. Билибин, оформление коллектива художников Гознака |
| (ЦФА [АО «Марка»] № 3817) (Mi #3691) |                                     | Сцепка «Русские народные сказки в произведениях И. Я. Билибина»: - А. С. Пушкин. «Сказка о Золотом Петушке». Царь Додон и Шемахинская царица.         | 16 коп.                             | 20 ноября 1969 года                 | 1 000 000                           | И. Я. Билибин, оформление коллектива художников Гознака |
| (ЦФА [АО «Марка»] № 3818) (Mi #3692) |                                     | Сцепка «Русские народные сказки в произведениях И. Я. Билибина»: - Русская народная сказка «Финист — Ясный Сокол». Отъезд отца на ярмарку.            | 20 коп.                             | 20 ноября 1969 года                 | 1 000 000                           | И. Я. Билибин, оформление коллектива художников Гознака |
| (ЦФА [АО «Марка»] № 3819) (Mi #3693) |                                     | Сцепка «Русские народные сказки в произведениях И. Я. Билибина»: - А. С. Пушкин. «Сказка о царе Салтане». Гвидон с царицей любуются новым городом.    | 50 коп.                             | 20 ноября 1969 года                 | 1 000 000                           | И. Я. Билибин, оформление коллектива художников Гознака |
| (ЦФА [АО «Марка»] № 4537)            |                                     | Серия «Искусство Палеха»: «Василиса Прекрасная». | 6 коп.                              | декабрь 1975 года                   | 1 000 000                           | И. Вакуров                                              |
| (ЦФА [АО «Марка»] № 4538)            |                                     | Серия «Искусство Палеха»: «Снегурочка». | 10 коп.                             | декабрь 1975 года                   | 1 000 000                           | Т. Зубкова                                              |
| (ЦФА [АО «Марка»] № 4540)            |                                     | Серия «Искусство Палеха»: А. С. Пушкин. «Сказка о рыбаке и рыбке».                                                                                    | 20 коп.                             | декабрь 1975 года                   | 1 000 000                           | И. Вакуров                                              |
| (ЦФА [АО «Марка»] № 5530)            |                                     | «Царевна-Лягушка». Выбор невесты. | 5 коп.                              | 10 августа 1984 года                | 700 000                             | И. Я. Билибин                                           |
| (ЦФА [АО «Марка»] № 5531)            |                                     | «Царевна-Лягушка». Иван-царевич и Лягушка. | 5 коп.                              | 10 августа 1984 года                | 700 000                             | И. Я. Билибин                                           |
| (ЦФА [АО «Марка»] № 5532)            |                                     | «Царевна-Лягушка». Иван-царевич и стражник. | 5 коп.                              | 10 августа 1984 года                | 700 000                             | И. Я. Билибин                                           |
| (ЦФА [АО «Марка»] № 5533)            |                                     | «Царевна-Лягушка». Царский пир. | 5 коп.                              | 10 августа 1984 года                | 700 000                             | И. Я. Билибин                                           |
| (ЦФА [АО «Марка»] № 5534)            |                                     | «Иван-царевич и Серый волк». Царский наказ. | 5 коп.                              | 10 августа 1984 года                | 700 000                             | И. Я. Билибин                                           |
| (ЦФА [АО «Марка»] № 5535)            |                                     | «Иван-царевич и Серый волк». Иван-царевич и Жар-птица.                                                                                                | 5 коп.                              | 10 августа 1984 года                | 700 000                             | И. Я. Билибин                                           |
| (ЦФА [АО «Марка»] № 5536)            |                                     | «Иван-царевич и Серый волк». Иван-царевич на распутье.                                                                                                | 5 коп.                              | 10 августа 1984 года                | 700 000                             | И. Я. Билибин                                           |
| (ЦФА [АО «Марка»] № 5537)            |                                     | «Иван-царевич и Серый волк». В царском дворце. | 5 коп.                              | 10 августа 1984 года                | 700 000                             | И. Я. Билибин                                           |
| (ЦФА [АО «Марка»] № 5538)            |                                     | «Василиса Прекрасная». На царском дворе. | 5 коп.                              | 10 августа 1984 года                | 700 000                             | И. Я. Билибин                                           |
| (ЦФА [АО «Марка»] № 5539)            |                                     | «Василиса Прекрасная». Всадник тёмной ночью. | 5 коп.                              | 10 августа 1984 года                | 700 000                             | И. Я. Билибин                                           |
| (ЦФА [АО «Марка»] № 5540)            |                                     | «Василиса Прекрасная». Баба-яга в ступе. | 5 коп.                              | 10 августа 1984 года                | 700 000                             | И. Я. Билибин                                           |
| (ЦФА [АО «Марка»] № 5541)            |                                     | «Василиса Прекрасная». Василиса Прекрасная в волшебном лесу.                                                                                          | 5 коп.                              | 10 августа 1984 года                | 700 000                             | И. Я. Билибин                                           |
| (ЦФА [АО «Марка»] № 5915)            |                                     | «Конёк-Горбунок» («Союзмультфильм», 1947, 1975). | 1 коп.                              | 1988                                | 6 700 000                           | В. Коновалов                                            |
| (ЦФА [АО «Марка»] № 5916)            |                                     | А. А. Милн. «Винни-Пух» («Союзмультфильм», 1969). | 3 коп.                              | 1988                                | 6 700 000                           | В. Коновалов                                            |
| (ЦФА [АО «Марка»] № 5917)            |                                     | Э. Н. Успенский. «Крокодил Гена» («Союзмультфильм», 1970).                                                                                            | 4 коп.                              | 1988                                | 6 100 000                           | В. Коновалов                                            |
| (ЦФА [АО «Марка»] № 5919)            |                                     | С. Г. Козлов. «Ёжик в тумане» («Союзмультфильм», 1975).                                                                                               | 10 коп.                             | 1988                                | 4 100 000                           | В. Коновалов                                            |
| (ЦФА [АО «Марка»] № 6092)            |                                     | «Ель — королева ужей». Плач Эгле. | 10 коп.                             | 12 июля 1989 года                   | 2 500 000                           | А. Манукайте                                            |

### Россия
Первая серия из четырёх марок, посвящённая сказкам, была издана почтой России в 1992 году. Она называлась «Герои литературных произведений». В дальнейшем были подготовлены серии «Герои детских произведений К. И. Чуковского», «Сказы П. П. Бажова», а также посвящённые героям современных сказок, былинам и легендам. На нескольких марках запечатлены кадры из мультфильмов, сюжет которых основан на сказках.
В таблице ниже приведены сведения о коммеморативных почтовых марках России, посвященных теме сказок и мультипликационных фильмов. Порядок следования элементов в таблице соответствует номеру по каталогу марок России на официальном сайте АО «Марка» (в скобках приведены номера по каталогу «Михель»).
| Почтовые марки России на тему сказок.                                            | Почтовые марки России на тему сказок. | Почтовые марки России на тему сказок. | Почтовые марки России на тему сказок.           | Почтовые марки России на тему сказок. | Почтовые марки России на тему сказок.           | Почтовые марки России на тему сказок. |
| № по каталогу                                                                    | Изображение                           | Тема выпуска | Номинал                                         | Дата выпуска                          | Тираж                                           | Художник                              |
| -------------------------------------------------------------------------------- | ------------------------------------- | --- | ----------------------------------------------- | ------------------------------------- | ----------------------------------------------- | ------------------------------------- |
| № 15 (Mi #234)                                                                   |                                       | Серия «Герои литературных произведений»: - Буратино. | 0,25 руб.                                       | 22 апреля 1992 года                   | 2 800 000                                       | Б. Илюхин                             |
| № 16 (Mi #235)                                                                   |                                       | Серия «Герои литературных произведений»: - Чиполлино. | 0,30 руб.                                       | 22 апреля 1992 года                   | 2 800 000                                       | Б. Илюхин                             |
| № 17 (Mi #236)                                                                   |                                       | Серия «Герои литературных произведений»: - Незнайка. | 0,35 руб.                                       | 22 апреля 1992 года                   | 2 800 000                                       | Б. Илюхин                             |
| № 18 (Mi #237)                                                                   |                                       | Серия «Герои литературных произведений»: - Карлсон. | 0,50 руб.                                       | 22 апреля 1992 года                   | 2 800 000                                       | Б. Илюхин                             |
| № 70 (Mi #289) № 71 (Mi #290) № 72 (Mi #291) № 73 (Mi #292) № 74 (Mi #293)       |                                       | Сцепка «Герои детских произведений К. И. Чуковского»: - Мойдодыр (1923); - Тараканище (1923); - Муха-цокотуха (1924); - Айболит (1929); - Бармалей (1925). | 2,00 3,00 10,00 15,00 25,00 руб.                | 25 января 1993 года                   | 3 000 000                                       | А. Яцкевич                            |
| № 354 (Mi #575)                                                                  |                                       | Истории и легенды. Былина «Вольга». Выпуск по программе «Европа». Иллюстрация художника И. Я. Билибина к былине «Вольга» (1902). | 1.500,00 руб.                                   | 5 мая 1997 года                       | 300 000                                         | М. Слонов                             |
| № 370 (Mi #591) № 371 (Mi #592) № 372 (Mi #593) № 373 (Mi #594) № 374 (Mi #595)  |                                       | Сцепка «К 200-летию со дня рождения А. С. Пушкина (1799—1837)». Иллюстрации к сказкам по образам и элементамы рисунков И. Я. Билибина, Д. Н. Буторина и В. М. Конашевича: - Сказка о попе и о работнике его Балде (1830); - Сказка о царе Салтане (1831); - Сказка о рыбаке и рыбке (1833); - Сказка о мёртвой царевне и семи богатырях (1833); - Сказка о золотом петушке (1834). | 500,00 1.000,00 1.500,00 2.000,00 3.000,00 руб. | 6 июня 1997 года                      | 350 000                                         | Ю. Арцименев                          |
| № 386 (Mi #607) № 387 (Mi #608) № 388 (Mi #609)                                  |                                       | Клёпа — новый детский персонаж: - Клёпа на воздушных шариках; - Клёпа на дельтаплане; - Клёпа на русской тройке. | 500,00 1.000,00 1.500,00 руб.                   | 25 июля 1997 года                     | 250 000                                         | Л. Насыров                            |
| № 585 (Mi #817)                                                                  |                                       | Европа-2000. Символический рисунок для всех стран-участниц программы международной эмиссии «Европа-2000»: дети, играющие со звездами. Сюжет отражает творчество французского писателя А. де Сент-Экзюпери (1900—1944), а в фигурках детей угадывается главный герой сказки «Маленький принц».                                                                                      | 7,00 руб.                                       | 9 мая 2000 года                       | 250 000                                         | Ж.-П. Кузин                           |
| № 912—914 (Mi #1144—1146BL65) № 912 (Mi #1144) № 913 (Mi #1145) № 914 (Mi #1146) |                                       | Сцепка и малый марочный лист «Сказы П. П. Бажова». К 125-летию со дня рождения Павла Петровича Бажова (1879—1950), писателя: - Каменный цветок. Данило-мастер; - Малахитовая шкатулка. Хозяйка Медной горы и Танюшка; - Золотой волос. Охотник Айлып и его невеста Золотой Волос.                                                                                                  | 2,00 4,00 6,00 руб.                             | 27 января 2004 года                   | Сцепки: 300 000 Малого марочного листа: 70 000  | А. Федотова                           |
| № 1652 (Mi #1884) № 1653 (Mi #1885) № 1654 (Mi #1886) № 1655 (Mi #1887)          |                                       | Сцепка и малый марочный лист серия «Герои отечественных мультфильмов»: - Винни-Пух; - Маугли; - Малыш и Карлсон - Вовка в Тридевятом царстве | 10,00 руб.                                      | 3 декабря 2012 года                   | Сцепки: 200 000 Малого марочного листа: 100 000 | Союзмультфильм                        |

### Великобритания и США

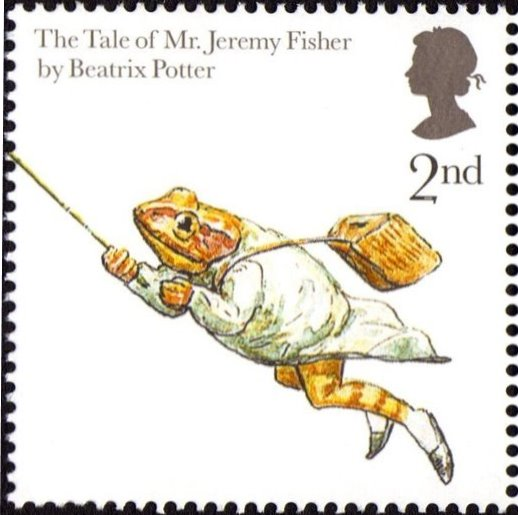
Беатрис Поттер «Сказка про мистера Джереми Фишера». Великобритания, 2006

В 2006 году прошло 100 лет с тех пор, как лягушонок Джереми Фишер английской детской писательницы и художницы Беатрикс Поттер впервые появился в жизни детей. Но рыбак-амфибия — лишь одно из многих очаровательных созданий из мира животных, которые нашли свой путь на книжные полки миллионов домов. Эти сказки о животных прославляют непреходящую популярность и универсальную привлекательность иллюстрированных детских книг по обе стороны Атлантики в специальном совместном выпуске британской Королевской почты с Почтовой службой США (USPS). Этот выпуск представляет животных-героев детской литературы, из которой и взяты рисунки марок. Обе почтовые администрации выбрали по семь отечественных книг и одну книгу другой страны для изображения на марках животных из них.
Британская Королевская почта представила на марках следующие семь персонажей из британских книг:
- лягушонок Джереми Фишер из книги Беатрикс Поттер (1906);
- собачка Киппер[англ.] из книги Мика Инкпена[англ.] (1989);
- огромный крокодил[англ.] из книги Роальда Даля (1978);
- медвежонок Паддингтон из книги Майкла Бонда (1958);
- котёнок Бутс из книги Сатоси Китамуры[англ.] (1998);
- Белый Кролик из книги Льюиса Кэрролла (1865);
- мышка Мейси из книги Люси Казинс[англ.] (1990).

Почтовой службой США были представлены изображения следующих семи существ из американских книг:
- очень голодная гусеница из книги Эрика Карла (1969);
- поросёнок Уилбур из книги Элвина Брукса Уайта (1952);
- лисёнок Фокс из книги Доктора Сьюза (1965);
- чудовище из книги Мориса Сендака (1963);
- обезьянка Джордж[англ.] из книги Маргрет и Х. А. Рей (1939);
- хрюшка Оливия[англ.] из книги Иана Фальконера[англ.] (2000);
- мышонок Фредерик из книги Лео Лионни[англ.] (1967).

На рисунке восьмой марки Королевская почта изобразила существо из мира животных «очень голодная гусеница» из американской подборки, а Почтовая служба США — персонаж из мира животных «мышка Мейси» из британского набора. Таким образом, в совместном выпуске представлено 14 разных марок, и только две из них общие для выпусков обеих стран. Дата выпуска 10 января 2006 года.

### Германия

#### Западный Берлин
Почтовым ведомством Западного Берлина дублировались некоторые почтово-благотворительные выпуски ФРГ, посвящённые сказкам братьев Гримм, но издавались они на флуоресцентной бумаге:
- 1964 — «Спящая красавица» (Sc #9NB25—9NB28)
- 1965 — «Золушка» (Sc #9NB33—9NB36)
- 1966 — «Король-лягушонок, или Железный Генрих» (Sc #9NB41—9NB44)
- 1967 — «Госпожа Метелица» (Sc #9NB49—9NB52)

#### ГДР
Почта ГДР традиционно на протяжении ряда лет выпускала серии из шести марок в малых листах. На них были представлены следующие сказки:
| Почтовые марки ГДР на тему сказок. | Почтовые марки ГДР на тему сказок. | Почтовые марки ГДР на тему сказок. | Почтовые марки ГДР на тему сказок. | Почтовые марки ГДР на тему сказок. | Почтовые марки ГДР на тему сказок. | Почтовые марки ГДР на тему сказок. |
| № по каталогу                      | Изображение                        | Тема выпуска                       | Номинал                            | Дата выпуска                       | Тираж                              | Художник                           |
| ---------------------------------- | ---------------------------------- | ---------------------------------- | ---------------------------------- | ---------------------------------- | ---------------------------------- | ---------------------------------- |

- 1966 — «Столик-накройся, золотой осёл и дубинка из мешка», братья Гримм (Sc #882—887)
- 1967 — «Король Дроздобород», братья Гримм (Sc #968—973)
- 1968 — «Кот в сапогах», братья Гримм[24] (Sc #1063—1068)
- 1969 — «Йоринда и Йорингель», братья Гримм (Sc #1087—1092)
- 1970 — «Сестрица Алёнушка и братец Иванушка», русская сказка (Sc #1176—1181)
- 1971 — «Бременские музыканты», братья Гримм (Sc #1339—1344)
- 1973 — «По щучьему велению», русская народная сказка (Sc #1504—1509)
- 1974 — «Чивы, чивы, чивычок», русская народная сказка (Sc #1593—1598)
- 1975 — «Новое платье короля», Андерсен[25]
- 1976 — «Румпельштильцхен», братья Гримм (Sc #1786—1791)
- 1977 — «Шестеро весь свет обойдут[англ.]», братья Гримм (Sc #1869—1874)
- 1978 — «Рапунцель», братья Гримм (Sc #1970—1975)
- 1984 — сцены из шести сказок, в том числе русской «По щучьему веленью», «Сказка о мёртвой царевне и семи богатырях» Пушкина и др. (Sc #2451)

В 1985 году к 200-летию со дня рождения Якоба Гримма был также выпущен малый лист (Sc #2515): на одной марке изображены братья Гримм, а на остальных пяти — сцены из их сказок «Храбрый портняжка», «Счастливчик Ганс», «Кот в сапогах», «Семь воронов» и «Сладкая каша».
| Сказки на кляйнбогенах ГДР | Сказки на кляйнбогенах ГДР | Сказки на кляйнбогенах ГДР |
| -------------------------- | -------------------------- | -------------------------- |
|                            |                            |                            |

|  |  | » братьев Гримм (Mi #2187—2192; Sc #1786—1791)}}]] |

|  |  |

#### ФРГ
Почтовое ведомство ФРГ выпускало «сказочные» серии марок с 1959 по 1967 год, начав с одиночной марки, посвящённой 100-летию со дня смерти Вильгельма Гримма. Отдельных выпусков были удостоены такие знакомые всем сказки братьев Гримм, как «Звёздные талеры», «Красная Шапочка», «Гензель и Гретель», «Белоснежка», «Волк и семеро козлят», «Спящая красавица», «Золушка», «Король-лягушонок, или Железный Генрих» и «Госпожа Метелица», при этом каждый выпуск отражал четыре основных мотива изображаемой сказки. Интересно, что эти марки были почтово-благотворительными, когда, помимо номинальной стоимости 10, 20 и до 50 пфеннигов, покупатели дополнительно платили ещё 5—25 пфеннигов в фонд помощи нуждающимся детям, — красивая идея немецкой почты, принесшая пользу детям по всей стране. Ниже перечислен ряд «сказочных» выпусков марок ФРГ:
| Почтовые марки ФРГ на тему сказок. | Почтовые марки ФРГ на тему сказок. | Почтовые марки ФРГ на тему сказок.                                                                   | Почтовые марки ФРГ на тему сказок. | Почтовые марки ФРГ на тему сказок. | Почтовые марки ФРГ на тему сказок. | Почтовые марки ФРГ на тему сказок. |
| № по каталогу                      | Изображение                        | Тема выпуска                                                                                         | Номинал                            | Дата выпуска                       | Тираж                              | Художник                           |
| ---------------------------------- | ---------------------------------- | --- | ---------------------------------- | ---------------------------------- | ---------------------------------- | ---------------------------------- |
| (Mi #322) (Sc #B368)               |                                    | Сказки братьев Гримм: - «Звёздные талеры».                                                           | 7+3 пфеннигов                      | ? 1959 года                        |                                    |                                    |
| (Mi #323) (Sc #B369)               |                                    | Сказки братьев Гримм: - «Звёздные талеры».                                                           | 10+5 пфеннигов                     | ? 1959 года                        |                                    |                                    |
| (Mi #324) (Sc #B370)               |                                    | Сказки братьев Гримм: - «Звёздные талеры».                                                           | пфеннигов                          | ? 1959 года                        |                                    |                                    |
| (Mi #325) (Sc #B371)               |                                    | Портрет братьев Гримм: - Якоб и Вильгельм Гримм.                                                     | 40+10 пфеннигов                    | ? 1959 года                        |                                    |                                    |
| (Mi #?) (Sc #B372)                 |                                    | Сказки братьев Гримм: - «Красная Шапочка».                                                           | пфеннигов                          | ? 1960 года                        |                                    |                                    |
| (Mi #?) (Sc #B373)                 |                                    | Сказки братьев Гримм: - «Красная Шапочка».                                                           | пфеннигов                          | ? 1960 года                        |                                    |                                    |
| (Mi #?) (Sc #B374)                 |                                    | Сказки братьев Гримм: - «Красная Шапочка».                                                           | пфеннигов                          | ? 1960 года                        |                                    |                                    |
| (Mi #?) (Sc #B375)                 |                                    | Сказки братьев Гримм: - «Красная Шапочка».                                                           | пфеннигов                          | ? 1960 года                        |                                    |                                    |
| (Mi #?) (Sc #B376)                 |                                    | Сказки братьев Гримм: - «Гензель и Гретель».                                                         | пфеннигов                          | ? 1961 года                        |                                    |                                    |
| (Mi #?) (Sc #B377)                 |                                    | Сказки братьев Гримм: - «Гензель и Гретель».                                                         | пфеннигов                          | ? 1961 года                        |                                    |                                    |
| (Mi #?) (Sc #B378)                 |                                    | Сказки братьев Гримм: - «Гензель и Гретель».                                                         | пфеннигов                          | ? 1961 года                        |                                    |                                    |
| (Mi #?) (Sc #B379)                 |                                    | Сказки братьев Гримм: - «Гензель и Гретель».                                                         | пфеннигов                          | ? 1961 года                        |                                    |                                    |
| (Mi #?) (Sc #B384)                 |                                    | Сказки братьев Гримм: - «Белоснежка».                                                                | пфеннигов                          | ? 1962 года                        |                                    |                                    |
| (Mi #?) (Sc #B385)                 |                                    | Сказки братьев Гримм: - «Белоснежка».                                                                | пфеннигов                          | ? 1962 года                        |                                    |                                    |
| (Mi #?) (Sc #B386)                 |                                    | Сказки братьев Гримм: - «Белоснежка».                                                                | пфеннигов                          | ? 1962 года                        |                                    |                                    |
| (Mi #?) (Sc #B387)                 |                                    | Сказки братьев Гримм: - «Белоснежка».                                                                | пфеннигов                          | ? 1962 года                        |                                    |                                    |
| (Mi #?) (Sc #B392)                 |                                    | Сказки братьев Гримм: - «Волк и семеро козлят».                                                      | пфеннигов                          | ? 1963 года                        |                                    |                                    |
| (Mi #?) (Sc #B393)                 |                                    | Сказки братьев Гримм: - «Волк и семеро козлят».                                                      | пфеннигов                          | ? 1963 года                        |                                    |                                    |
| (Mi #?) (Sc #B394)                 |                                    | Сказки братьев Гримм: - «Волк и семеро козлят».                                                      | пфеннигов                          | ? 1963 года                        |                                    |                                    |
| (Mi #?) (Sc #B395)                 |                                    | Сказки братьев Гримм: - «Волк и семеро козлят».                                                      | пфеннигов                          | ? 1963 года                        |                                    |                                    |
| (Mi #447) (Sc #B400)               |                                    | Сказки братьев Гримм: - «Спящая красавица».                                                          | 10+5 пфеннигов                     | ? 1964 года                        |                                    |                                    |
| (Mi #448) (Sc #B401)               |                                    | Сказки братьев Гримм: - «Спящая красавица».                                                          | 15+5 пфеннигов                     | ? 1964 года                        |                                    |                                    |
| (Mi #449) (Sc #B402)               |                                    | Сказки братьев Гримм: - «Спящая красавица».                                                          | 20+10 пфеннигов                    | ? 1964 года                        |                                    |                                    |
| (Mi #450) (Sc #B403)               |                                    | Сказки братьев Гримм: - «Спящая красавица».                                                          | 40+20 пфеннигов                    | ? 1964 года                        |                                    |                                    |
| (Mi #?) (Sc #B408)                 |                                    | Сказки братьев Гримм: - «Золушка».                                                                   | пфеннигов                          | ? 1965 года                        |                                    |                                    |
| (Mi #?) (Sc #B409)                 |                                    | Сказки братьев Гримм: - «Золушка».                                                                   | пфеннигов                          | ? 1965 года                        |                                    |                                    |
| (Mi #?) (Sc #B410)                 |                                    | Сказки братьев Гримм: - «Золушка».                                                                   | пфеннигов                          | ? 1965 года                        |                                    |                                    |
| (Mi #?) (Sc #B411)                 |                                    | Сказки братьев Гримм: - «Золушка».                                                                   | пфеннигов                          | ? 1965 года                        |                                    |                                    |
| (Mi #?) (Sc #B418)                 |                                    | Сказки братьев Гримм: - «Король-лягушонок, или Железный Генрих».                                     | пфеннигов                          | ? 1966 года                        |                                    |                                    |
| (Mi #?) (Sc #B419)                 |                                    | Сказки братьев Гримм: - «Король-лягушонок, или Железный Генрих».                                     | пфеннигов                          | ? 1966 года                        |                                    |                                    |
| (Mi #?) (Sc #B420)                 |                                    | Сказки братьев Гримм: - «Король-лягушонок, или Железный Генрих».                                     | пфеннигов                          | ? 1966 года                        |                                    |                                    |
| (Mi #?) (Sc #B421)                 |                                    | Сказки братьев Гримм: - «Король-лягушонок, или Железный Генрих»>.                                    | пфеннигов                          | ? 1966 года                        |                                    |                                    |
| (Mi #?) (Sc #B426)                 |                                    | Сказки братьев Гримм: - «Госпожа Метелица».                                                          | пфеннигов                          | ? 1967 года                        |                                    |                                    |
| (Mi #?) (Sc #B427)                 |                                    | Сказки братьев Гримм: - «Госпожа Метелица».                                                          | пфеннигов                          | ? 1967 года                        |                                    |                                    |
| (Mi #?) (Sc #B428)                 |                                    | Сказки братьев Гримм: - «Госпожа Метелица».                                                          | пфеннигов                          | ? 1967 года                        |                                    |                                    |
| (Mi #?) (Sc #B429)                 |                                    | Сказки братьев Гримм: - «Госпожа Метелица».                                                          | пфеннигов                          | ? 1967 года                        |                                    |                                    |
| (Mi #623) (Sc #?)                  |                                    | Рудо́льф Э́рих Ра́спе: - «Барон Мюнхгаузен».                                                            | 20 пфеннигов                       | ? 1970 года                        |                                    |                                    |
| (Mi #662) (Sc #B470)               |                                    | Сказки Шарля Перро: - «Кот в сапогах».                                                               | 30+15 пфеннигов                    | ? 1971 года                        |                                    |                                    |
| (Mi #?) (Sc #1434)                 |                                    | «Немецкий словарь», с портретом братьев Гримм.                                                       | пфеннигов                          | ? 1985 года                        |                                    |                                    |
| (Mi #?) (Sc #1689)                 |                                    | Лужицкие сказки: - «Скрипач и Водяной» (нем. «Geiger und Wassermann»).                               | 60 пфеннигов                       | ? 1991 года                        |                                    |                                    |
| (Mi #?) (Sc #1690)                 |                                    | Лужицкие сказки: - «Полудница и женщина из Нохтена» (нем. «Mittagsfrau und Nochtenerin»).            | 100 пфеннигов                      | ? 1991 года                        |                                    |                                    |
| (Mi #?) (Sc #2336)                 |                                    | «200-летие со дня рождения Ханса Кристиана Андерсена».                                               | пфеннигов                          | ? 2005 года                        |                                    |                                    |
| (Mi #?) (Sc #?)                    |                                    | «150-летие со дня рождения Сельмы Лагерлёф»: - сказка «Чудесное путешествие Нильса с дикими гусями». | пфеннигов                          | ? 2008 года                        |                                    |                                    |

- Сказки братьев Гримм:
  - 1959 — сказка «Звёздные талеры»(Sc #B368—B370) и портрет самих братьев(Sc #B371)
  - 1960 — сказка «Красная Шапочка»[24] (Sc #B372—B375)
  - 1961 — сказка «Гензель и Гретель» (Sc #B376—B379)
  - 1962 — сказка «Белоснежка» (Sc #B384—B387)
  - 1963 — сказка «Волк и семеро козлят»[26] (Sc #B392—B395)
  - 1964 — сказка «Спящая красавица»[24] (Sc #B400—B403)
  - 1965 — сказка «Золушка»[24] (Sc #B408—B411)
  - 1966 — сказка «Король-лягушонок, или Железный Генрих» (Sc #B418—B421)
  - 1967 — сказка «Госпожа Метелица» (Sc #B426—B429)
  - 1985 — выпуск «Немецкий словарь», с портретом братьев Гримм (Sc #1434)
- 1991 — лужицкие сказки (Sc #1689—1690)
- 2005 — выпуск «200-летие со дня рождения Ханса Кристиана Андерсена» (Sc #2336)
- 2008 — выпуск «150-летие со дня рождения Сельмы Лагерлёф», сказка «Чудесное путешествие Нильса с дикими гусями» (Sc #?)

### Польша
В 1962 году в Польше была выпущена красочная серия из шести марок (Sc #1105—1110) и конверт, посвящённые сказке польской писательницы Марии Конопницкой «О сиротке Марысе и гномах» (1895). Проводилось специальное гашение.
В 1968 году появилась обширная серия (Sc #1569—1576), посвящённая любимым в Польше басням, легендам и сказкам: «Кот в сапогах», «Ворон и Лис», «Пан Твардовский», «Сказка о рыбаке и рыбке», «Красная Шапочка», «Золушка», «Дюймовочка» и «Белоснежка».

### Украина
В таблице ниже приведены сведения о коммеморативных почтовых марках Украины, посвященных теме сказок и мультипликационных фильмов. Порядок следования элементов в таблице соответствует номеру по каталогу марок Украины на официальном сайте Укрпочты (укр. КМД УДППЗ «Укрпошта»), в скобках приведены номера по каталогу «Михель».
| Почтовые марки Укрпочты на тему сказок.                                 | Почтовые марки Укрпочты на тему сказок. | Почтовые марки Укрпочты на тему сказок. | Почтовые марки Укрпочты на тему сказок. | Почтовые марки Укрпочты на тему сказок. | Почтовые марки Укрпочты на тему сказок. | Почтовые марки Укрпочты на тему сказок. |
| № по каталогу                                                           | Изображение                             | Описание и источники | Номинал                                 | Дата выпуска                            | Тираж                                   | Художник                                |
| ----------------------------------------------------------------------- | --------------------------------------- | --- | --------------------------------------- | --------------------------------------- | --------------------------------------- | --------------------------------------- |
| № 356 (Mi #416) № 357 (Mi #417) № 358 (Mi #418)                         |                                         | Зчіпка «Мультфільми»: Івасик-Телесик; Кривенька качечка; Котик та Півник. с укр. — «Сцепка „Украинские мультфильмы“: - Ивасик-Телесик - Кривая уточка - Котёнок и петушок».                                                                 | 0,30 гривны                             | 3 ноября 2000 года                      | 300 000                                 | Н. Чурилов                              |
| № 379 (Mi #439) № 380 (Mi #440) № 381 (Mi #441)                         |                                         | Зчіпка з серії «Українські народні казки»: Лисичка-сестричка та Вовк-панібрат; Рукавичка; Сірко. с укр. — «Сцепка из серии „Украинские народные сказки“: - Лисичка-сестричка и Волк-панибрат - Рукавичка - Серко».                          | 0,30 гривны                             | 14 апреля 2001 года                     | 300 000                                 | Кость Лавро                             |
| № 460 (Mi #520) № 461 (Mi #521) № 462 (Mi #522)                         |                                         | Зчіпка серії «Українські народні казки»: Колобок; Пан Коцький; Курочка Ряба. с укр. — «Сцепка серии „Украинские народные сказки“: - Колобок; - Пан Котский; - Курочка Ряба».                                                                | 0,40 гривны                             | 19 июля 2002 года                       | 500 000                                 | Кость Лавро                             |
| № 488 (Mi #548) № 489 (Mi #495) № 490 (Mi #550)                         |                                         | Зчіпка «Українські народні казки»: Коза-дереза; Солом'яний бичок; Лисиця та журавель. с укр. — «Сцепка „Украинские народные сказки“: - Коза-дереза; - Соломенный бычок; - Лисица и журавль».                                                | 0,45 гривны                             | 17 января 2003 года                     | 500 000                                 | Кость Лавро                             |
| № 594 (Mi #6) № 595 (Mi #6) № 596 (Mi #6)                               |                                         | Зчіпка «Українські народні казки»: Котик; Івасик-Телесик; Котигорошко с укр. — «Сцепка „Украинские народные сказки“: - Котик; - Ивасик-Телесик; - Катигорошек»                                                                              | 0,45 гривны                             | 18 июня 2004 года                       | 150 000 (50 000)                        | Кость Лавро                             |
| № 1042 (Mi #1084) № 1043 (Mi #1085)                                     |                                         | Зчіпка з двох марок Європа 2010. «Дитячі книжки»: «Кобиляча голова»; «Золотий черевичок». с укр. — «Сцепка из двух марок Европа 2010. „Детские книги“: - „Лошадиная голова“; - „Золотой башмачок“».                                         | 2,20 3,30 гривны                        | 30 апреля 2010 года                     | 160 000                                 | Катерина Штанко                         |
| № 1044 (Mi #1086) № 1045 (Mi #1087)                                     |                                         | Буклет з двох марок Європа 2010. «Дитячі книжки»: «Кобиляча голова»; «Золотий черевичок». с укр. — «Буклет из двух марок Европа 2010. „Детские книги“: - „Лошадиная голова“; - „Золотой башмачок“».                                         | 2,20 3,30 гривны                        | 30 апреля 2010 года                     | 25 000                                  | Катерина Штанко                         |
| № 1121 (Mi #1163) № 1122 (Mi #1164)                                     |                                         | Серія «Казковий світ»: Снігова Королева (зчіпка з двох марок). с укр. — «Серия „В мире сказок“: Снежная Королева (сцепка из двух марок)».                                                                                                   | 6,00 1,50 гривны                        | 1 сентября 2011 года                    | 192 000                                 | Владислав Ерко                          |
| № 1236 (Mi #1275) № 1237 (Mi #1276)                                     |                                         | Серія «Казковий світ». «Залізноноса Босорканя». с укр. — «Серия „В мире сказок“: - Железноносая Босорканя». | 2,50 2,00 гривны                        | 1 сентября 2012 года                    | 140 000                                 | Владислав Ерко                          |
| № 1560 (Mi #1608) № 1561 (Mi #1609) № 1562 (Mi #1610) № 1563 (Mi #1611) |                                         | Блок «Микита Кожум’яка»: Дракон; Дід Данило; Білка Камікадзе; Микита Кожум’яка. с укр. — «Блок „Никита Кожемяка“: - Дракон - Дед Данила - Белка Камикадзе - Никита Кожемяка».                                                               | 2,40 3,00 5,40 гривны                   | 1 июня 2017 года                        | 45 000                                  | Студия «Панорама гран-при»              |
| № 1622 (Mi #1670)                                                       |                                         | Серія «Українські мультфільми» на самоклейному папері: «Анімаційний серіал «Моя країна Україна. Луганський степ». с укр. — «Серия „Украинские мультфильмы“. Анимационный сериал „Моя страна Украина“: Луганский степ.».                     | 4,00 гривны                             | 22 декабря 2017 года                    | 90 000                                  | Наталия Андрийченко                     |
| № 1623 (Mi #1671)                                                       |                                         | Серія «Українські мультфільми» на самоклейному папері: «Анімаційний серіал «Моя країна Україна. Таки Одеса». с укр. — «Серия „Украинские мультфильмы“. Анимационный сериал „Моя страна Украина“: Таки Одесса».                              | 4,00 гривны                             | 22 декабря 2017 года                    | 90 000                                  | Наталия Андрийченко                     |
| № 1624 (Mi #1672)                                                       |                                         | Серія «Українські мультфільми» на самоклейному папері: «Анімаційний серіал «Моя країна Україна. Умань». с укр. — «Серия „Украинские мультфильмы“. Анимационный сериал „Моя страна Украина“: Умань».                                         | 4,00 гривны                             | 22 декабря 2017 года                    | 90 000                                  | Наталия Андрийченко                     |
| № 1625 (Mi #1673)                                                       |                                         | Серія «Українські мультфільми» на самоклейному папері: «Анімаційний серіал «Моя країна Україна. Шешори». с укр. — «Серия „Украинские мультфильмы“. Анимационный сериал „Моя страна Украина“: Шешоры».                                       | 4,00 гривны                             | 22 декабря 2017 года                    | 90 000                                  | Наталия Андрийченко                     |
| № 1633                                                                  |                                         | Серія «Українські мультфільми» на самоклейному папері: «Викрадена принцеса. Руслан і Людмила». с укр. — «Серия „Украинские мультфильмы“. Анимационный сериал „Краденая принцесса. Руслан и Людмила“».                                       | 5,00 гривен                             | 30 марта 2018 года                      | 100 000                                 | Animagrad. Animation studio             |
| № 1634                                                                  |                                         | Серія «Українські мультфільми» на самоклейному папері: «Хом’як Вінницький. “Викрадена принцеса. Руслан і Людмила”». с укр. — «Серия „Украинские мультфильмы“. Хомяк Винницкий. Анимационный сериал „Краденая принцесса. Руслан и Людмила“». | 5,00 гривен                             | 30 марта 2018 года                      | 100 000                                 | Animagrad. Animation studio             |

### Швейцария
Почта Швейцарии, последовав примеру почтового ведомства ФРГ, также выпускала серии марок с благотворительной надбавкой в пользу детей. Так, в 1984 году был отпечатан набор из четырёх марок с персонажами детских произведений, и в их числе был сказочный Пиноккио (Sc #B510). В 1985 году вышла серия по мотивам сказок братьев Гримм: «Золушка», «Гензель и Гретель», «Белоснежка» и «Красная Шапочка» (Sc #B518—B521).

## Монографии
В 1970 году в издательство «Связь» тиражом 40 тысяч экземпляров вышла книга «Сказки и легенды на почтовых конвертах и марках»[≡]. Её автор — Владимир Петрович Владимирцев, преподаватель Иркутского государственного педагогического института. В книге, помимо советов автора по составлению и экспозиции коллекции по фольклору народов мира, приведён каталог почтовых марок и художественных маркированных конвертов СССР, раскрывающих эту тему.
В том же году Американская тематическая ассоциация издала книгу Пола Партингтона (Paul G. Partington) о сказках на почтовых марках под названием «Волшебные и народные сказки на марках» («Fairy Tales and Folk Tales on Stamps»).
В 1975 году вышла в свет книга «Сказки и марки» объёмом 352 страницы. Она была выпущена издательством «Транспресс»; авторы — Г. Шпаршу и К. Г. Рюле. В книге для любителей «сказочной» темы в филателии была предусмотрена возможность вклеивания соответствующих марок.

## Комментарии
1. ↑  Серия «Русские сказки и былины»: «Гуси-лебеди», многоцветная. Офсетная печать, перфорирована: линейная зубцовка 12½ (на каждые 2 сантиметра края марки приходится 12½ зубцов). В марочных листах 25 (5×5) марок[2][3][4].
2. ↑  Серия «Русские сказки и былины»: «Лиса, Заяц и Петух», многоцветная. Офсетная печать, перфорирована: линейная зубцовка 12½ (на каждые 2 сантиметра края марки приходится 12½ зубцов). В марочных листах 25 (5×5) марок[2][3][4].
3. ↑  Серия «Русские сказки и былины»: «Конёк-Горбунок», многоцветная. Офсетная печать, перфорирована: линейная зубцовка 12½ (на каждые 2 сантиметра края марки приходится 12½ зубцов). В марочных листах 25 (5×5) марок[2][8][4].
4. ↑  Серия «Русские сказки и былины»: «Мужик и Медведь», многоцветная. Офсетная печать, перфорирована: линейная зубцовка 12½ (на каждые 2 сантиметра края марки приходится 12½ зубцов). В марочных листах 25 (5×5) марок[2][8][4].
5. ↑  Серия «Русские сказки и былины»: «Руслан и Людмила», многоцветная. Офсетная печать, перфорирована: линейная зубцовка 12½ (на каждые 2 сантиметра края марки приходится 12½ зубцов). В марочных листах 25 (5×5) марок[2][9][4].
6. ↑  Сцепка «Русские народные сказки в произведениях И. Я. Билибина»: на многоцветной марке  (ЦФА [АО «Марка»] № 3815) — русская народная сказка «Василиса Прекрасная». Василиса встречает белого всадника. Экспериментальный выпуск. Офсет на мелованной бумаге с цветным фоном и лаковым покрытием, перфорирована: линейная зубцовка 12½ (на каждые 2 сантиметра края марки приходится 12½ зубцов). В марочных листах 20 (5×4) — по четыре горизонтальные сцепки из пяти марок[10][11][12].
7. ↑  Сцепка «Русские народные сказки в произведениях И. Я. Билибина»: на многоцветной марке  (ЦФА [АО «Марка»] № 3816) — русская народная сказка «Марья Моревна». Иван-царевич встречает «рать-силу побитую». Экспериментальный выпуск. Офсет на мелованной бумаге с цветным фоном и лаковым покрытием, перфорирована: линейная зубцовка 12½ (на каждые 2 сантиметра края марки приходится 12½ зубцов). В марочных листах 20 (5×4) — по четыре горизонтальные сцепки из пяти марок[10][11][12].
8. ↑  Сцепка «Русские народные сказки в произведениях И. Я. Билибина»: на многоцветной марке  (ЦФА [АО «Марка»] № 3817) — «Сказка о Золотом Петушке». Царь Додон и Шемахинская царица. Экспериментальный выпуск. Офсет на мелованной бумаге с цветным фоном и лаковым покрытием, перфорирована: линейная зубцовка 12½ (на каждые 2 сантиметра края марки приходится 12½ зубцов). В марочных листах 20 (5×4) — по четыре горизонтальные сцепки из пяти марок[10][11][12].
9. ↑  Сцепка «Русские народные сказки в произведениях И. Я. Билибина»: на многоцветной марке  (ЦФА [АО «Марка»] № 3818) — русская народная сказка «Финист — Ясный Сокол». Отъезд отца на ярмарку. Экспериментальный выпуск. Офсет на мелованной бумаге с цветным фоном и лаковым покрытием, перфорирована: линейная зубцовка 12½ (на каждые 2 сантиметра края марки приходится 12½ зубцов). В марочных листах 20 (5×4) — по четыре горизонтальные сцепки из пяти марок[10][11][12].
10. ↑  Сцепка «Русские народные сказки в произведениях И. Я. Билибина»: на многоцветной марке  (ЦФА [АО «Марка»] № 3819) — «Сказка о царе Салтане». Гвидон с царицей любуются новым городом. Экспериментальный выпуск. Офсет на мелованной бумаге с цветным фоном и лаковым покрытием, перфорирована: линейная зубцовка 12½ (на каждые 2 сантиметра края марки приходится 12½ зубцов). В марочных листах 20 (5×4) — по четыре горизонтальные сцепки из пяти марок[10][11][12].
11. 1 2  Ниже приведён перечень памятных художественных марок (с возможностью сортировки по номиналу, тиражу и дате введения в обращение).
12. ↑  На марке изображён герой литературного произведения А. Н. Толстого «Золотой ключик, или Приключения Буратино» (1936), созданного по мотивам итальянской повести К. Коллоди «Приключения Пиноккио. История деревянной куклы»[15].
13. ↑  На марке изображён герой повести-сказки итальянского детского писателя Д. Родари «Приключения Чиполлино» (1951)[15].
14. ↑  На марке изображён герой трилогии писателя Н. Н. Носова «Приключения Незнайки и его друзей» (1954), «Незнайка в Солнечном городе» (1958) и «Незнайка на Луне» (1964—1965)[15].
15. ↑  На марке изображён герой книг для детей, написанных шведской писательницей А. Линдгрен «Малыш и Карлсон, который живёт на крыше»  (1955), «Карлсон, который живёт на крыше, опять прилетел» (1962), «Карлсон, который живёт на крыше, проказничает опять» (1968)[15].
16. ↑  Количество марок на листе: 50 (2х5 сцепок из 5х1 марок)[16].
17. ↑  Количество марок на листах: 36 (6х6 марок), а также малый марочный лист: количество марок на листе — 10 (2 сцепки по 5 марок)[18].
18. ↑  На листе 36 марок (12 сцепок), а также малый марочный лист: количество марок на листе — 6 (2 сцепки по 3 марки)[21].
19. ↑  Традиционно в короткометражных познавательных историях детской отечественной мультипликации в игровой форме ставятся серьёзные вопросы, которые способствуют воспитанию в детях любви и отзывчивости, смелости и скромности, взаимопомощи и уважения друг к другу. Отечественные мультфильмы, отличаясь высоким качеством и содержательностью, ещё с советских времен снискали любовь и получили заслуженное внимание зрителей всех возрастов. На почтовых марках изображены герои мультфильмов «Винни Пух», «Маугли», «Малыш и Карлсон» и «Вовка в Тридевятом царстве». Марки напечатаны на малых марочных листах: формат марочного листа — 136х124 мм; формат марки — 58х26 мм; тираж каждой марки — 200 000 экземпляров (100 000 малых марочных листов). Количество марок на листе — 8 (2х4), каждая марка напечатана на листе дважды[22].
20. 1 2 3 4 5 6  На самоклеющейся бумаге.